# Podu Vadului, Prahova
Podu Vadului este o localitate componentă a orașului Breaza din județul Prahova, Muntenia, România.
Așezarea este atestată documentar în 1510.
În 2011, satul avea 1598 de locuitori.